# زبان‌های کاسپین
زبان‌های حاشیه جنوبی دریای خزر یا زبان‌های کاسپین، یا زبان‌های کرانه دریای مازندران‎‎ جزو دسته زبان‌های ایرانی شمال غربی‌اند، که در شمال ایران و جنوب شرق جمهوری آذربایجان و بخش‌هایی از مرکز ایران بدانان تکلم می‌شود و به چند زیرگروه کلی گیلکی، طبری (مازندرانی) و تالشی و تاتی تقسیم شده‌اند.
باید توجه کرد که نه تنها میان گیلکی و مازندرانی تفاوت‌های زیادی وجود دارد بلکه هر یک از این دو گونه زبانی دارای لهجه‌های فراوانند. زبان سمنانی که در شهر سمنان و استان سمنان (که در شمال ایران و مرکز ایران است) تکلم می‌شود، تالشی و تاتی جز این خانواده هستند.
زبان‌ها، گویش‌ها یا لهجه‌هایی که امروزه در کناره دریای خزر به کار می‌روند علاوه بر دو گونه اصلی به نام‌های طبری (مازندرانی) و گیلکی اند.
گویش کتولی شرقی‌ترین گویش زبان مازندرانی می‌باشد که توسط گویشورانش کتولی نامیده می‌شود. طبری گالشی، طبری گرگانی، طبری طالقانی، طبری دماوندی، فیروزکوهی، قصرانی، الیکایی، دیباجی، کردکویی، بهشهری، ساروی، قائمشهری، سوادکوهی، بابلی، آملی، کجوری، کلارستاقی، چالوسی، کلاردشتی، شهمیرزادی و ولاترویی از دیگر گویش‌های زبان مازندرانی می‌باشند.
گیلکی گونه‌های زیر را شامل می‌شوند: گالشی و دیلمی. گونه‌های اخیر لهجه‌ای از گیلکی است که امروزه در کوهستان‌ها به کار می‌رود.
گویشوران گویش‌های گالشی در سرتاسر گیلان فهم متقابل دارند اما گالشیِ گیلان به‌طور کامل با گالشیِ مازندران تفاوت دارد. گالش‌هایی که در کوهستان مازندران زندگی می‌کنند به گویش گالشی از زبان مازندرانی سخن می‌گویند.
اقوام ساکن در منطقه‌ای که امروزه به نام گیلان و مازندران نامدار است و در جنوب دریای خزر قرار گرفته در درازای تاریخ به نام‌های گوناگونی نامیده شده‌اند. این نام‌ها عبارتند از: کادوس (کادوش)، تپور، آمارد (مارد)، گیل، دیلم، کاس، کاس سی، کاس پی، هیرکانی، گل (جل)، گادوزی، تات، گالش، تالشی، گیلک، پهلوی، پارتی، فهلوی، مازندرانی، طبری، طبرستانی و جز آن.

## گلاتولوگ
گلاتولوگ زبان‌های کاسپی را به سه دسته مازندرانی-شهمیرزادی، گرگانی و گیلکی-رودباری تقسیم نموده است.
- مازندرانی

گلاتولوگ زبان مازندرانی را به شش گویش زیر تقسیم نموده است:
1. کاسپی مرکزی: کلارستاق، کلاردشت، تنکابن، رامسر
2. گالشی مازندران
3. گچسری
4. ولاترو
5. مازندرانی شرقی
6. مازندرانی غربی

- شهمیرزادی
- گیلکی

گلاتولوگ زبان گیلکی را به دو گویش زیر تقسیم نموده است:
1. گیلکی غربی: رشت، فومن، انزلی
2. گیلکی شرقی: لاهیجان، لنگرود، ماچیان

- رودباری

زبان رودباری: جمشید آباد، رستم‌آباد، شهران، توتکابون، جوبان، رودبار و لاکه.

## دونالد استیلو

### زبان‌های کاسپی
دانلد استیلو گویش‌های زبان کاسپی را به چهار گروه مازندرانی، کاسپی مرکزی، گیلکی شرقی و گیلکی غربی تقسیم نموده است:
1. مازندرانی: ولاترو، آلاشت، کندلوس، اوره، کردخیل، ساری، گرگانی
2. کاسپی مرکزی: کلاردشت، تنکابن، رامسر
3. گیلکی شرقی: لاهیجان، لنگرود، ماچیان
4. گیلکی غربی: رشت، فومن، انزلی

### زبان تاتی
استیلو زبان تاتی را جدا از زبان‌های کاسپی دانسته است و زبان تاتی را به تاتی جنوبی، تاتی مرکزی و تاتی شمالی تقسیم نموده است:
1. تاتی جنوبی: رازجرد، تاکستان، چال، سگز آباد، الوبر، چهرقان، وفس و گورچان.
2. تاتی مرکزی: کجل، لرد، کاران، کرنق، کلاسر، کلور، شال، طارم، گیلوان، گندماب، نوکیان، سیاورود، هزارود، چرزه، کلاس و کباته.
3. تاتی شمالی: کیلیت، هرزند، کرینگان، کلاسور، خوینارود.

### گویش تاتی مانند
از نظر استیلو گویش‌های رودباری، طالقانی و الموتی دسته‌بندی جدیدی را با عنوان تاتی مانندها «tatoid» تشکیل می‌دهند. گویش‌های تاتی مانند به دلیل تأثیرات شدید زبان‌های کاسپی و زبان فارسی تمام ویژگی‌های زبان تاتی را از دست داده‌اند.
استیلو زبان‌های تاتی مانند را به سه دسته تقسیم نموده است:
1. -الموت.
2. گویش گازرخان و گوران.
3. گویش رودبار: جمشید آباد، رستم‌آباد، شهران، توتکابون، جوبان، رودبار و لاکه.

### زبان تالشی
استیلو زبان تالشی را جدا از زبان‌های کاسپی دانسته است و زبان تالشی را به تالشی جنوبی، تالشی مرکزی، تالشی مرکزی-شمالی و تالشی شمالی تقسیم نموده است:
1. تالشی جنوبی: چنارودخان، اسکولاک، پره سر، رضوانشهر، شاندرمن، ماسال، شفت و ماسوله.
2. تالشی مرکزی: کرگان رود، جوکندان، لیسار، خطبه سرا، هشت پر، اسالم، ناورود و سرک.
3. تالشی مرکزی-شمالی:آستارا، لوندویل، ویزنه و عنبران و لریک
4. تالشی شمالی: بدلان، گبردنی، پشتتوک، تولگووان، انباران و صیادلر. لنکران و ماساللی

## ارتباط با زبان‌های زازا-گورانی
زبان‌های زازا-گورانی به عنوان زیرشاخه‌ای مستقل از زبان‌های ایرانی شمال غربی دسته‌بندی شده‌اند، اما نزدیکی‌هایی میان این زبان‌ها با زبان‌های کرانه خزر که زیرشاخهٔ دیگر زبان‌های ایرانی شمال غربی هستند مشاهده شده است. زبان‌های زازا-گورانی (به‌ویژه زبان زازاکی که خود مردم زازاکی به آن دیملی هم می‌گویند، در طول تاریخ، تحت تأثیر زبان‌های کردی (شاخه غربی زبان‌های ایرانی شمال غربی) قرار گرفته‌اند. گفته می‌شود که گویشوران این زبان از منطقهٔ کرانهٔ جنوبی دریای خزر به ترکیهٔ امروزی مهاجرت کرده‌اند. به باور گارنیک آساتریان، زازاکی مرزهای همگویی متعددی را با زبان‌های جنوب دریای خزر حفظ کرده است و جایگاه این زبان در گروه گویش‌های کرانه خزر (شاخهٔ شمالی خانوادهٔ زبان‌های ایرانی شمال غربی) واضح است.

## رابطه مازندرانی و گیلکی
اهالی مازندران خود را گلک می‌نامند و این نام محلی تقریباً مطابق با گستره‌ای است که لغت‌شناسان زبان‌های خانواده کاسپی نامیده‌اند. با این حال، هیچ‌یک از این دو زبان دارای گونهٔ معیار و خط استاندارد نیستند و می‌توانند مجموعه‌ای از گویش‌ها تعریف شوند. علاوه بر این دو زبان، گویش محلی منطقهٔ رامسر تا چالوس، تقریباً مطابق رویان تاریخی، را نمی‌توان ذیل مازندرانی یا گیلکی طبقه‌بندی نمود. دونالد استیلو از اصطلاح «کاسپی مرکزی» برای نامیدن این گویش استفاده کرد و فرضیه زنجیره گویشی بودن مازندرانی-گیلکی مطرح شد. حبیب برجیان با بررسی داده‌های بیش از پنجاه منطقه، این فرضیه را به ورطهٔ آزمایش گذاشت. آزمایش او پیوستگی گویش‌ها بر اساس جغرافیا را از لحاظ فونولوژی تأیید کرد ولی این پیوستگی از نظر دستور و گرامر وجود نداشت.
دو زبان مازندرانی و گیلکی از لحاظ دستوری و واژگانی متفاوت می‌باشند. در جدول زیر تفاوت‌های صرفی گویش‌های دو زبان مازندرانی و گیلکی مقایسه می‌شود.
| زمان/شخص           | مازندرانی (ساری)   | مازندرانی (آمل)  | مازندرانی (نوشهر) | مازندرانی (چالوس)        | مازندرانی (کلاردشت)            | تنکابن         | گیلکی (لاهیجان) | گیلکی (رشت)   | فارسی        |
| ------------------ | ------------------ | ---------------- | ----------------- | ------------------------ | ------------------------------ | -------------- | --------------- | ------------- | ------------ |
| گذشته ساده         | hâkerdeme          | hâkerdeme        | hâkerdeme         | hâkordeme                | hâkordeme                      | hakerdem       | bugudəm         | bokodəm       | کردم         |
| گذشته کامل         | hâkerde-bime       | hâkerde-bime     | hâkerde-beme      | hâkorde-beme             | hâkorde-biyame                 | hakerde-bâm    | bugudə-bum      | bokodə-bum    | کرده بودم    |
| گذشته التزامی      | hâkerd-buem        | hâkerde-bum      | hâkerde-bum       | hâkorde-bum              | hâkorde-bum                    | hakerde-bum    |                 | bokodə-bim(i) | کرده باشم    |
| گذشته التزامی کامل | hâkerde-bi-buem    | hâkerde-bi-bum   | hâkerde-bi-bum    | hâkorde-bi-bum           | hâkorde-bi-bum                 |                |                 |               | کرده باشم    |
| گذشته استمراری     | kârdeme/kândesteme | kerdeme/keneseme | kerdeme/keneseme  | kordeme/komame           | kordeme/komiyame               | kâ-ne-bâm      | gudəm           | kodəmi        | می‌کردم       |
| گذشته در حال انجام | daiye-kârdeme      | davie-kerdeme    | dave-kerdeme      | dave-kordeme/dare-komame | daviye-kordeme/daviye-komiyame | dabâm-hakenem  | gudə-dubum      | kodən-dubum   | داشتم می‌کردم |
| حال ساده/آینده     | kâmbe/kânedeme     | kemme            | kemme             | komme                    | komme                          | kânem          | kunəm           | konəm         | می‌کنم        |
| حال در حال انجام   | dare-kâmbe         | dare-kemme       | dare-kemme        | dare-komme               | dare-komme                     | dare-hakenem   | gudə-dərəm      | kodən-dərəm   | دارم می‌کنم   |
| حال التزامی        | hâkenem            | hâkenem          | hâkenem           | hâkonem                  | hâkonem                        | hakenem        | bukunəm         | bokonəm(i)    | بکنم         |
| آینده نوع اول      | xâmbe hâkenem      | xâme hâkenem     | xâyme hâkenem     | xâyme hâkonem            | xâyme hâkonem                  | xeynom hakenem | xanəm bukunəm   | xayəm bokonəm | می‌خواهم بکنم |